# Пир (митология)
Вижте пояснителната страница за други значения на Пир.
Пир в древногръцката митология е съпруг на музата Клио и баща на Хиацинт. Цар на Древна Македония. Пир е наричан и Неоптолем – синът на Ахил и Дейдамея.